# Arraiján
Arraiján è un comune (corregimiento) della Repubblica di Panama situato nel distretto di Arraiján, provincia di Panama, di cui è capoluogo. Si estende su una superficie di 65,5 km² e conta una popolazione di 41.041 abitanti (censimento 2010).